# 坂本由宇
坂本 由宇（さかもと ゆう、2003年9月8日 - ）は、日本のフリースタイルレスリング選手。東京都出身。階級は50kg級。

## 来歴
AACCでレスリングを始めた。小学生の時に全国大会で優勝を含め何度も上位入賞を果たした。JOCエリートアカデミーに入校すると、稲付中学2年と3年の時に全国中学生選手権で2連覇した。また3年の時には全国中学生選手権とU15アジア選手権でも優勝した。帝京高校1年の時からクリッパン女子国際大会で2連覇した。2022年に神奈川大学へ進むと、1年の時にU20アジア選手権で優勝した。3年の時には全日本選抜選手権で2位だったが、U-23世界選手権で優勝した。

## 主な戦績
- 2017年-2018年　全国中学生選手権　優勝
- 2018年 -　全国中学生選手権　優勝
- 2018年 -　U15アジア選手権　優勝（46kg級）
- 2019年 -2020年　クリッパン女子国際大会　優勝

以降は50㎏級での戦績
- 2021年 -　全日本選抜選手権　3位（50kg級）
- 2022年 -　U20アジア選手権　優勝（50kg級）
- 2024年 -　全日本選抜選手権　2位（53kg級）
- 2024年 - U-23世界選手権　優勝（53kg級）

（出典）